# Cynarctus
Cynarctus es un género extinto de mamífero carnívoro perteneciente a la subfamilia Borophaginae incluida en la familia Canidae que habitó en América del Norte durante el Mioceno Superior desde hace 15,9 hasta 10,3 millones de años (desde el Barstoviano hasta el Clarendoniano); existió durante 5,6 millones de años.

## Registro fósil
Se han encontrado especìmenes en Maryland, California, Nebraska, Colorado, Dakota del Sur y Texas.

## Morfología
Se calculó la masa corporal de dos especímenes. Para el primero se estimó un peso de 5,2 kg de peso y el segundo en 5,16 kg.